# Párizsi Szent Dénes
Párizsi Szent Dénes (vagy Dionysius, Denis, Dennis, Denys), (? – 250/258 körül) keresztény szent, egyike a tizennégy segítőszentnek, vértanú. A 3. században a Párizsi főegyházmegye első püspöke volt és ezért Párizs védőszentje. A hagyomány szerint megvédi a hozzá fohászkodókat a megszállottságtól és a fejfájástól. Hitéért lefejezték, ezért gyakran saját fejével a kezében ábrázolják.

## Élete
Tours-i Szent Gergely azt írta, hogy Dénes Párizs püspöke volt és karddal lefejezték. A legkorábbi írás, amely beszámol életéről és mártíromságáról egy 600 körül íródott legenda, a "Passio SS. Dionysii Rustici et Eleutherii", amelyet tévesen a költő Venantius Fortunatusnak tulajdonítanak. A legendából az rajzolódik ki, hogy Fábián pápa idejében küldhették Itáliából Gallia megtérítésére, a Decius császár alatt történt keresztényüldözések után, amelyek kiirtották a Lutetiában meggyökeresedett kis keresztény közösséget. Dénes elválaszthatatlan társaival, Rusticusszal és Eleutheriusszal együtt, akiket később vele együtt végeztek ki, a Szajna szigetén, a Citén telepedett le. Az akkori Párizs a folyótól távolabb, a Rive Gauche (balpart) magasabban fekvő területén helyezkedett el.

### Vértanúsága

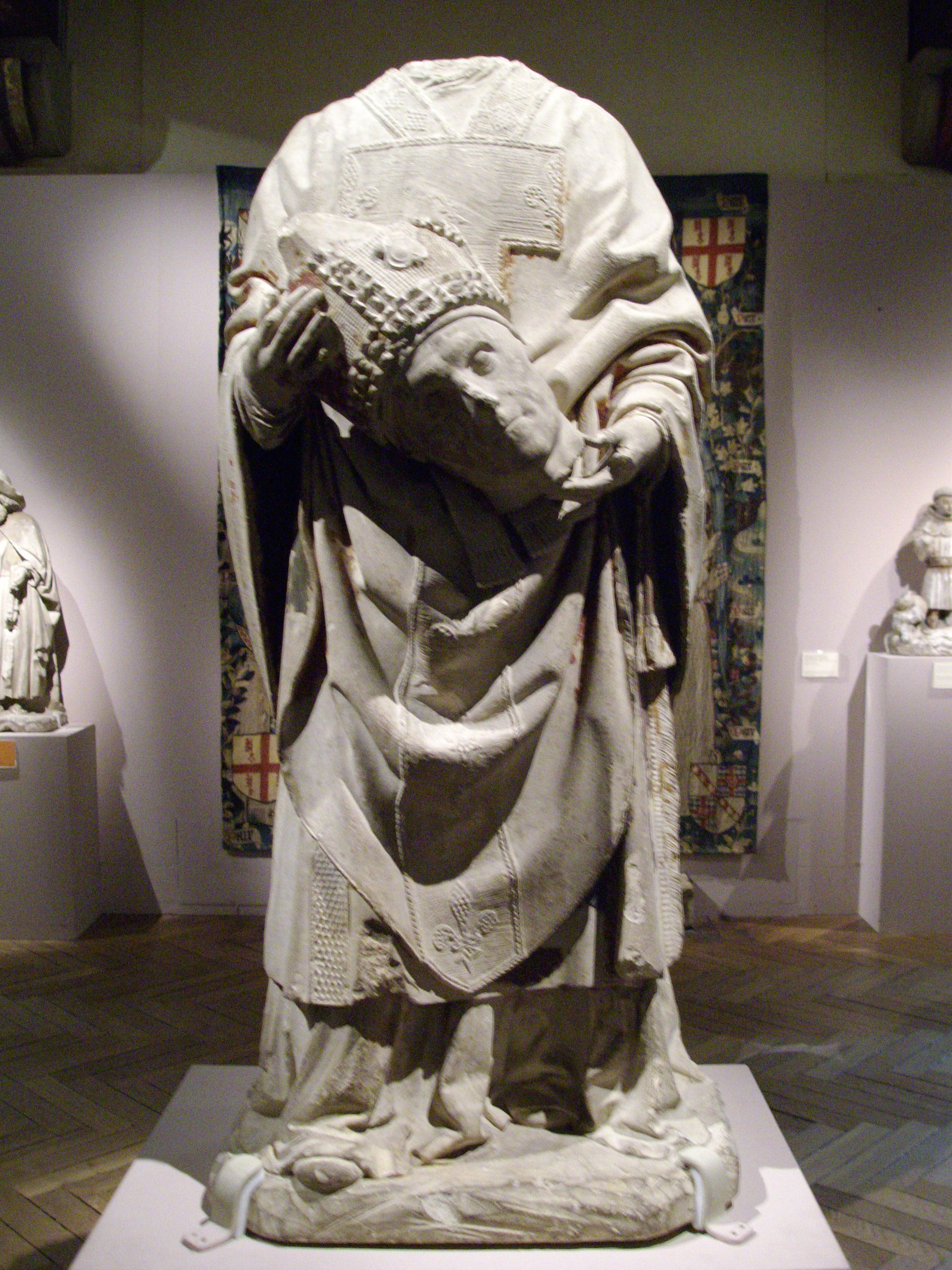
Szent Dénes szobra a Clunyi apátságban

Dénes sok embert térített meg. Emiatt szembekerült a pogány papokkal. Végül arra ítélték, hogy lefejezik Párizs legmagasabb hegyén, a mai Montmartre-on, amely akkor valószínűleg druida szent hely volt. Dénes és társai vértanúsága miatt kapta mai nevét a hely (Mons Martyrium, azaz Mártírok hegye). Az Arany Legenda szerint, miután lefejezték, Dénes felkapta a fejét, még két mérföldet ment és közben egész úton prédikált. A helyen, ahol végül összeesett és meghalt, szentélyt emeltek. Ebből lett később a Saint-Denis-székesegyház, a francia királyok temetkező helye. Egy másik történet szerint a testét a Szajnába dobták, de hívei kivették onnan és az éjszaka folyamán eltemették.